# Арбис ибн Басбас
Арбис ибн Басбас — правитель раннефеодального государства Лакз в VIII веке, вёл борьбу с арабами, сын Басбаса (Сабаса) — также царя государства Лакз. В трудах арабского историка ат-Табари его имя упоминается как «Авиз»..

## Захват Лакза и смерть Арбиса
Когда Марван ибн Мухаммад призвал всех царей гор, то к нему прибыли цари из Ширвана, Лайзана, Филана, Табарсарана и других областей, кроме Арбиса ибн Басбаса. Так, Ибн Асам аль-Куфи в своей книге «Книга завоеваний» пишет: 
«…После этого Марван ибн Мухаммад стал покорять одну крепость за другой, пока не покорил все крепости стран ас-Сарир, Хамзин, Туман и Шандан, а также и те, до которых добрался. Затем он возвратился назад и остановился в городе ал-Бабе, где его захватила зима. Когда пришла весна, он призвал всех царей гор и к нему прибыли цари из Ширвана, Лайзана, Филана, Табарсарана и других стран, кроме Арбиса ибн Басбаса, царя лакзов, который отказался прибыть к нему. Марван ибн Мухаммад выступил и вскоре достиг села под названием Билистан, расположенного в среднем течении реки Самур. После этого он разрешил своим воинам совершать набеги на страну лакзов, и они начали опустошать, грабить и жечь. И так продолжалось в течение года…»
Не выдержав длительной осады, Арбис бежал из своей крепости и был убит пастухом выпущенной из лука стрелой.